# Lowie van Zundert
Lowie van Zundert (Nijmegen, 23 september 1998) is een Nederlandse voetballer, die bij voorkeur als aanvaller uitkomt. 

## Clubcarrière

### N.E.C.
Van Zundert begon met voetballen bij VV Ravenstein uit Ravenstein. Na één seizoen bij RKSV Margriet verhuisde hij naar Nijmegen waar hij bij Sportclub N.E.C. ging spelen. De jeugd van de amateurs werd na de hernieuwde fusie met de proftak geïntegreerd in de Voetbal Academie N.E.C./FC Oss en Van Zundert scoorde veel in de A2. In de voorbereiding op het seizoen 2017/18 kreeg hij een kans bij het eerste van N.E.C. en debuteerde in een oefenwedstrijd tegen Al-Jazira Club. In de winter van 2018 ging hij met de A-selectie van mee op trainingskamp. Op 24 januari 2018 maakte N.E.C. bekend dat Van Zundert een profcontract tot de zomer van 2020 bij N.E.C. ondertekend had. Door concurrentie van onder meer Sven Braken en Anass Achahbar zou hij echter weinig aan spelen toekomen.

### RKC Waalwijk
Van Zundert werd gelijk voor een halfjaar uitgeleend aan RKC Waalwijk. Op 26 januari 2018 maakte hij zijn debuut voor RKC in de met 2-4 verloren thuiswedstrijd tegen Jong Ajax. Hij verving na 61 minuten Roland Bergkamp.

### De Treffers
Bij N.E.C. kwam hij in de eerste helft van het seizoen 2018/19 niet aan bod. In januari 2019 werd hij tot het einde van het seizoen verhuurd aan De Treffers dat uitkomt in de Tweede divisie. Daar scoorde Van Zundert 7 doelpunten in 18 wedstrijden en beiden wilden met elkaar verder gaan. Op 14 juni 2019 werd zijn contract bij N.E.C. ontbonden en werd Van Zundert vastgelegd door De Treffers. 
In het seizoen 2021/22 speelde Van Zundert voor SV Spakenburg. Hierna speelde hij twee seizoenen voor Kozakken Boys. In 2024 ging hij naar UDI '19.

## Clubstatistieken
| Seizoen                               | Club            | Competitie      | Competitie | Competitie | Beker | Beker | Internationaal | Internationaal | Overig | Overig | Totaal | Totaal |
| Seizoen                               | Club            | Competitie      | Wed.       | Dlp.       | Wed.  | Dlp.  | Wed.           | Dlp.           | Wed.   | Dlp.   | Wed.   | Dlp.   |
| ------------------------------------- | --------------- | --------------- | ---------- | ---------- | ----- | ----- | -------------- | -------------- | ------ | ------ | ------ | ------ |
| 2017/18                               | N.E.C.          | Eerste Divisie  | 0          | 0          | 0     | 0     | —              | —              | 0      | 0      | 0      | 0      |
| 2017/18                               | RKC Waalwijk    | Eerste Divisie  | 7          | 0          | 0     | 0     | —              | —              | 0      | 0      | 7      | 0      |
| 2018/19                               | N.E.C.          | Eerste Divisie  | 0          | 0          | 0     | 0     | —              | —              | 0      | 0      | 0      | 0      |
| 2018/19                               | De Treffers     | Tweede Divisie  | 18         | 7          | -     | -     | —              | —              | 0      | 0      | 18     | 7      |
| 2019/20                               | De Treffers     | Tweede Divisie  | 14         | 9          | 2     | 0     | —              | —              | 0      | 0      | 16     | 9      |
| Carrière totaal                       | Carrière totaal | Carrière totaal | 39         | 16         | 2     | 0     | 0              | 0              | 0      | 0      | 41     | 16     |
| Bijgewerkt tot en met 2 december 2019 |                 |                 |            |            |       |       |                |                |        |        |        |        |